# Wallenberg AI, Autonomous Systems and Software Program
Wallenberg AI, Autonomous Systems and Software Program, WASP,  är ett nationellt initiativ för strategiskt motiverad grundforskning, forskarutbildning och rekrytering av akademisk kompetens inom områdena artificiell intelligens, autonoma system och mjukvara.
Initiativet startade 2015 och är planerat att pågå till åtminstone 2031. Det finansieras fram till 2031 med 6,2 miljarder SEK, varav 4,9 miljarder från Knut och Alice Wallenbergs stiftelse. Sett till budgeten är WASP den största svenska enskilda forskningssatsningen någonsin.
Målet är 80 nya rekryteringar av ledande forskare och 600 examinerade doktorer, varav 150 ska ha varit industridoktorander.

## Samverkande enheter
Programmet har fem partneruniversitet: Chalmers tekniska högskola, Linköpings universitet, Lunds universitet, Kungliga tekniska högskolan  och Umeå universitet. Dessutom har WASP flera affilierade forskargrupper vid Örebro universitet, Uppsala universitet och Luleå tekniska universitet.  Anslutna till programmet finns både etablerade seniora akademiker, nyrekryterade forskare, postdoktorer och doktorander.
Samverkan mellan akademi och näringsliv är en grundstomme inom WASP med fler än 60 involverade industripartners. 
Ordförande för WASP-programmet är sedan januari 2020 Sara Mazur. Programdirektör är Anders Ynnerman.

## Vision och uppdrag
Visionen är Excellent forskning och kompetens inom artificiell intelligens, autonoma system och mjukvara till gagn för svensk industri.
Uppdraget är att bygga en världsledande plattform för akademisk forskning som interagerar med ledande företag i Sverige, för att utveckla kunskap och kompetens för framtiden.

## Forskning inom WASP
WASP omfattar forskningsområdena artificiell intelligens och autonoma system, samt dess samverkan med människor. Mjukvara är grunden till dessa system och mjukvaruforskning är därför ett integrerat tema inom hela programmet.
Forskningen i WASP drivs både som stora samarbetsprojekt och som enskilda doktorandprojekt. Genom särskilda satsningar på multidisciplinära samverkansprojekt främjar WASP uppbyggnad av nya, starka forskningsmiljöer i Sverige. Projekten representerar ämnesmässigt både djup och bredd och gemensamt för alla initiativ finansierade av WASP är strävan efter excellens.